# Löts kyrka, Öland
Löts kyrka är en kyrkobyggnad på Öland. Den är församlingskyrka i Föra-Alböke-Löts församling i Växjö stift.

## Kyrkobyggnaden

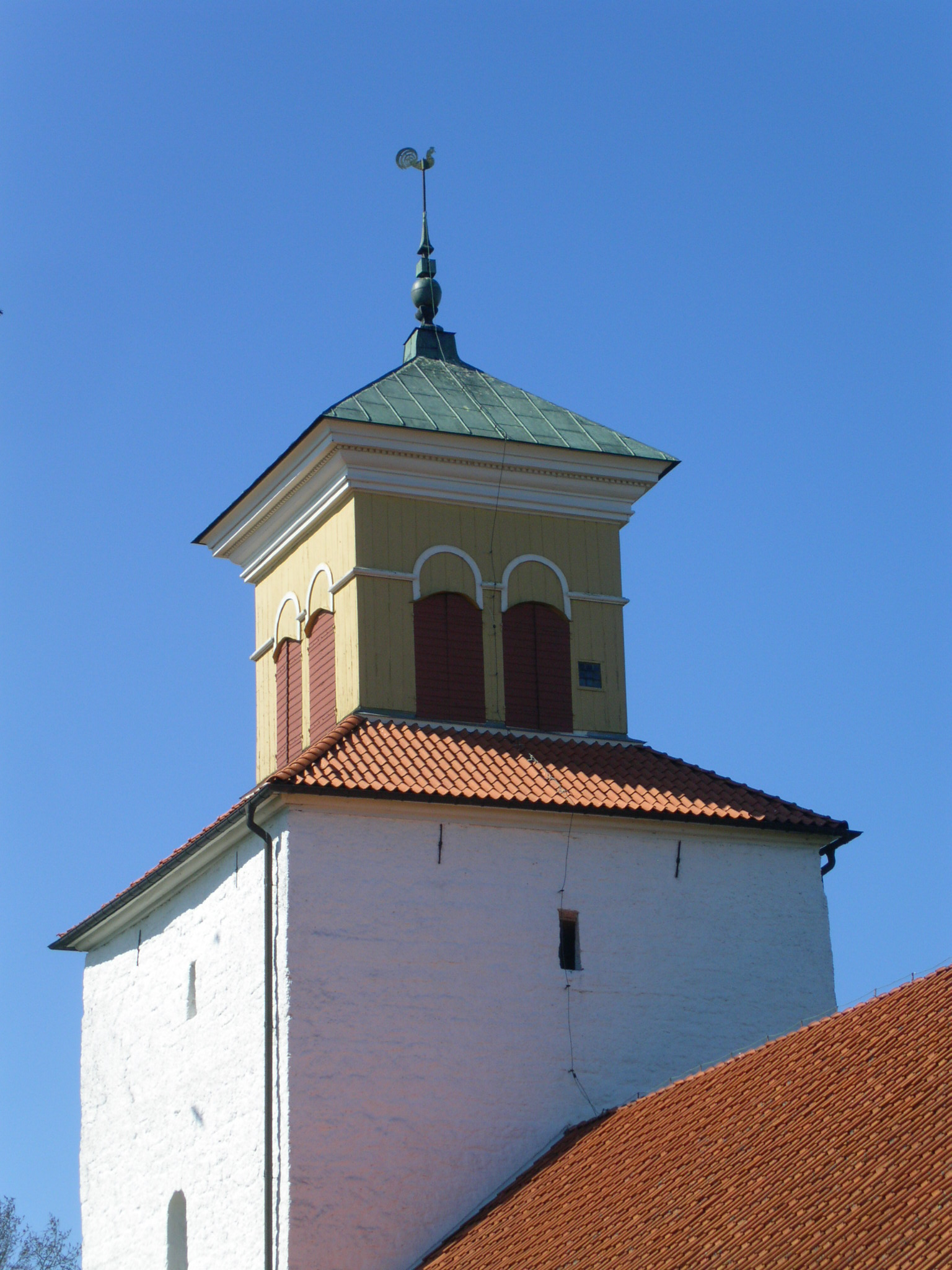
Lanternin byggd 1797 på det medeltida försvarstornet.

Den nuvarande kyrkans föregångare uppfördes troligen under första hälften eller mitten av 1100-talet. Den var byggd i kalksten och bestod av ett långhus, kor och absid. Långhuset avskildes från koret med en smal triumfbåge. Under 1170-talet var Östersjöområdet plågat av pirater och politisk instabilitet. Ett flertal öländska kyrkor befästes till skydd för befolkningen. I Löt försåg man kyrkan med en skyttevåning. Långhuset välvdes omkring en kraftig mittpelare. Några årtionden senare uppfördes det mäktiga försvarstornet som fortfarande finns kvar. Det bestod av fyra våningar och kröntes av en pyramidformad huv. Ett vapenhus byggdes vid sydportalen. Under 1300-talet tillbyggdes på norra sidan en sakristia .En ombyggnad av kyrkan ägde rum 1770 som förändrade interiören. Ett nytt långhusvalv slogs. Mittpelaren togs bort. Långhuset och koret fick genom triumfbågens vidgande en mjukare övergång. Ny altaruppsats och predikstol anskaffades. 1796 påbörjades ombyggnaden av tornet som försågs med en fyrsidig lanternin för kyrkans klockor som tidigare haft sin plats i en klockstapel.
1836 framlades ett förslag om en helt ny kyrkobyggnad. Ett ritningsförslag av N I Löfgren bearbetades ett par gånger av Theodor Edberg vid Överintendentsämbetet innan nybyggnaden kom till stånd 1842. Den nya kyrkobyggnaden som uppfördes i nyklassicistisk stil under ledning av byggmästare Peter Isberg. Invigningen ägde rum 1843 och förrättades av biskop Anders Carlsson af Kullberg. Kyrkan består av ett rektangulärt kyrkorum av salkyrkotyp med rakslutande korvägg och bakomliggande sakristia i öster samt det bevarade medeltida tornet i väster. Ingångar är belägna i tornet i väster samt mitt på sydfasaden. Byggnaden är uppförd i kalksten som slammats och vitkalkats. Byggnadskropparna har skilda tegeltäckta sadeltak. Valmat över sakristian. Lanterninen är täckt med kopparplåt. I lanterninen hänger 2 klockor - Storklockan gjuten 1786 och Lillklockan omgjuten 1761 av en äldre klocka från 1720. Interiören är belyst av rundbågiga fönster. Det täcks av ett trätunnvalv. Gångarna, vilka leder från stigluckorna fram till kyrkan är belagda med äldre gravstenar.

## Inventarier
- Dopfunt av kalksten från 1200-talet i en stil som anonymmästaren Bestiarius.
- Altartavla från gamla kyrkan utförd av Anders Georg Wadsten 1779.(Placerad på södra väggen). Centralmotivet utgörs av den sörjande Maria vid Jesu kors. Tavlan flankeras av Moses med lagens tavlor och Johannes döparen med en korsstav.
- Altaret tillverkades i trä 1770 och övertogs från den gamla kyrkan.
- Altaruppställning 1858 är utförd av Olof Jacobsson, Mortorp, efter ritningar av Albert Törnquist. Den består av pilastrar som bär upp en trekantsgavel med en treenighetssymbol i mitten omgiven av en strålsol. Altartavlan som tillkom samma år av Sven Gustaf Lindblom är en kopia av Fredric Westins tavla i Kungsholms kyrka med motiv: Kristi uppståndelse.
- Altarring med svarvade balusterdockor.
- Predikstolen med ljudtak är ritad av Albert Törnquist och utförd av Olof Jacobsson 1858. Korgen är indelad i sex fält och prydd med kyrkliga symboler i form av blomster, korslagda kors, ankare med brinnande hjärtan och en öppen bok.
- Bänkinredning med dörrar mot mittgången.
- Brudbänk anskaffad 1771
- Läktare med bröstningen uppdelad i speglar. Mittpartiet är prydd med en lyra och korsade basuner,[3] troligen fanfartrumpeter.

## Bildgalleri

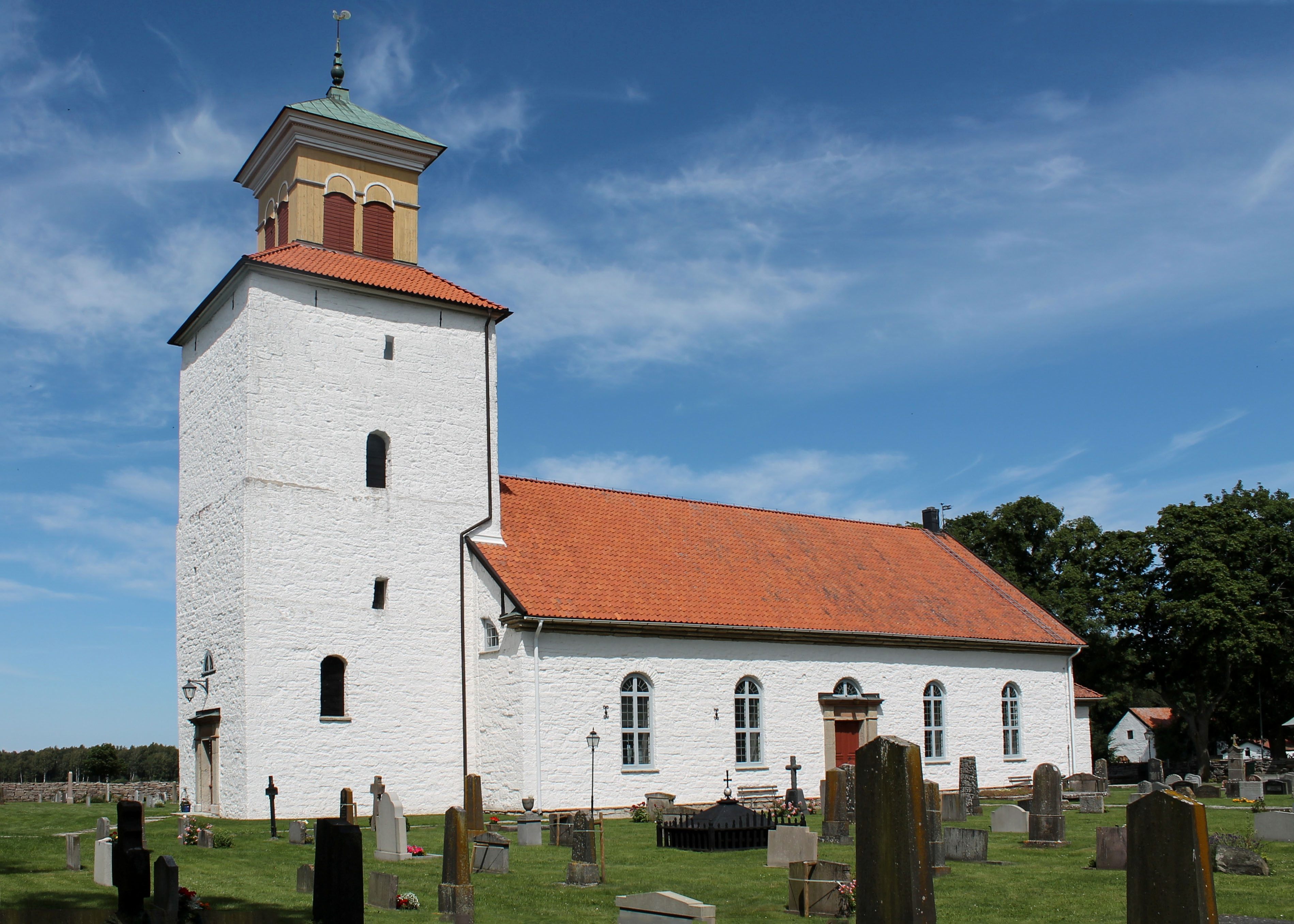
Exteriör från sydväst.
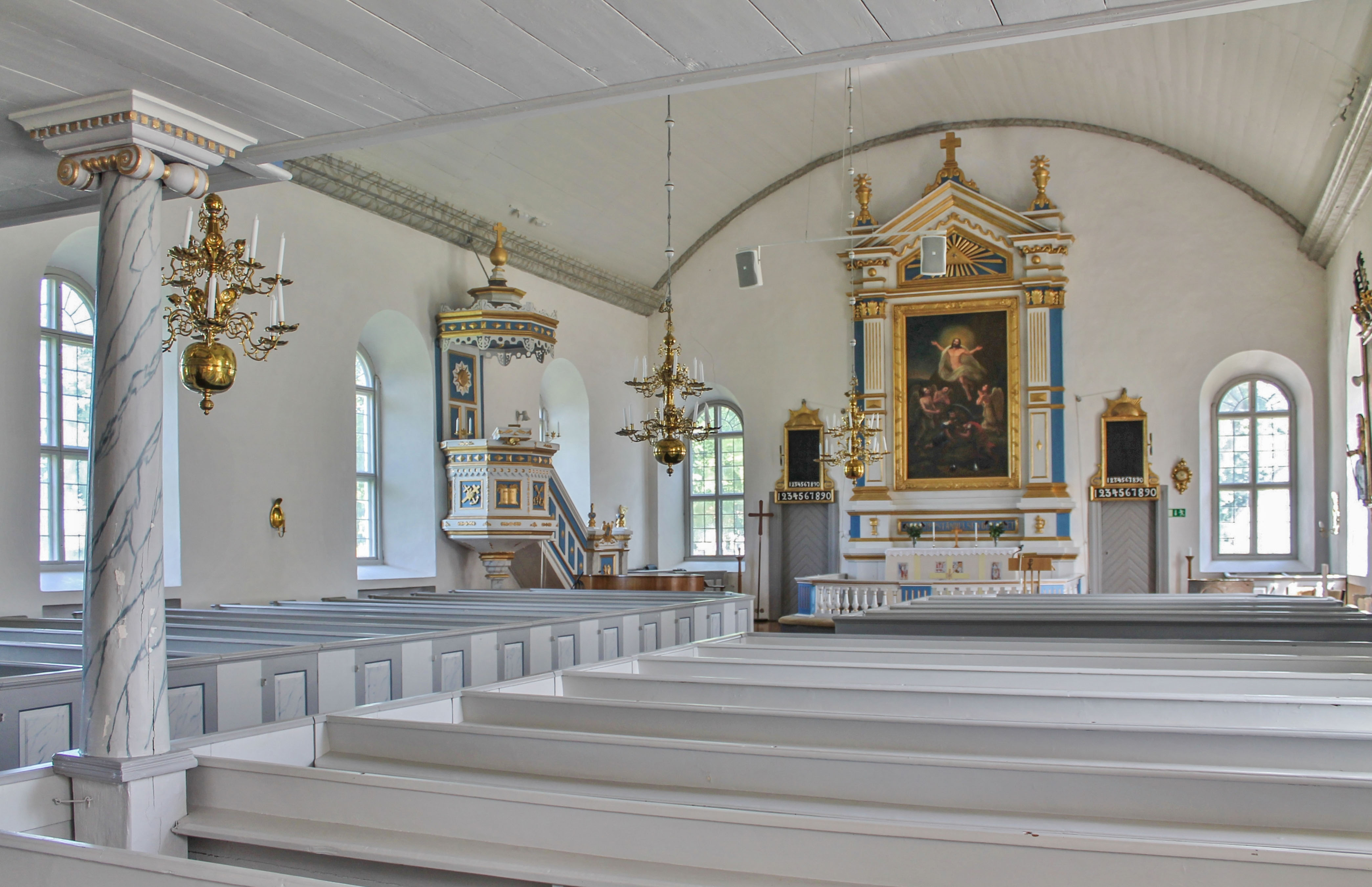
Interiör mot öster.
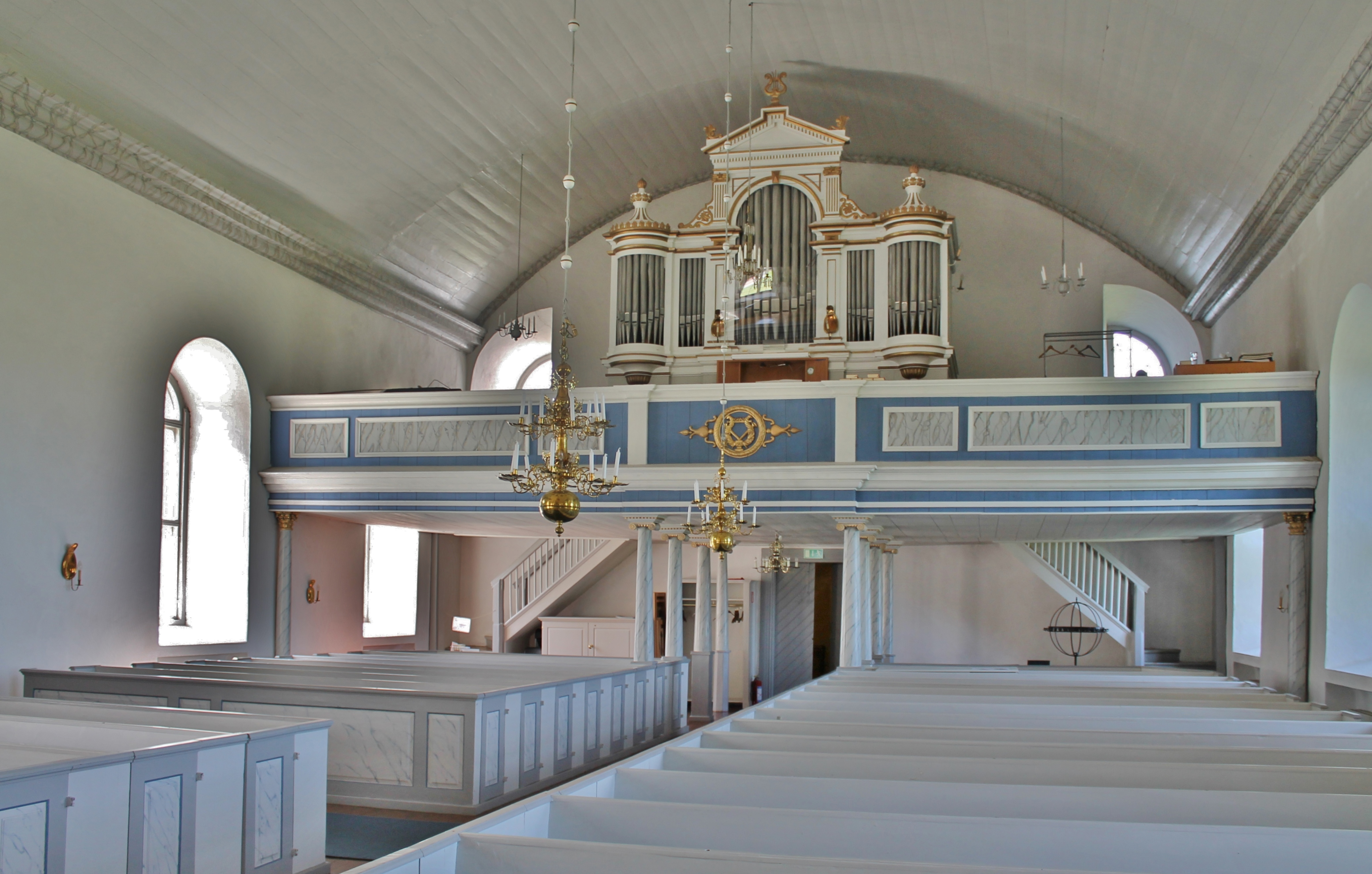
Kyrkorummet mot väster.
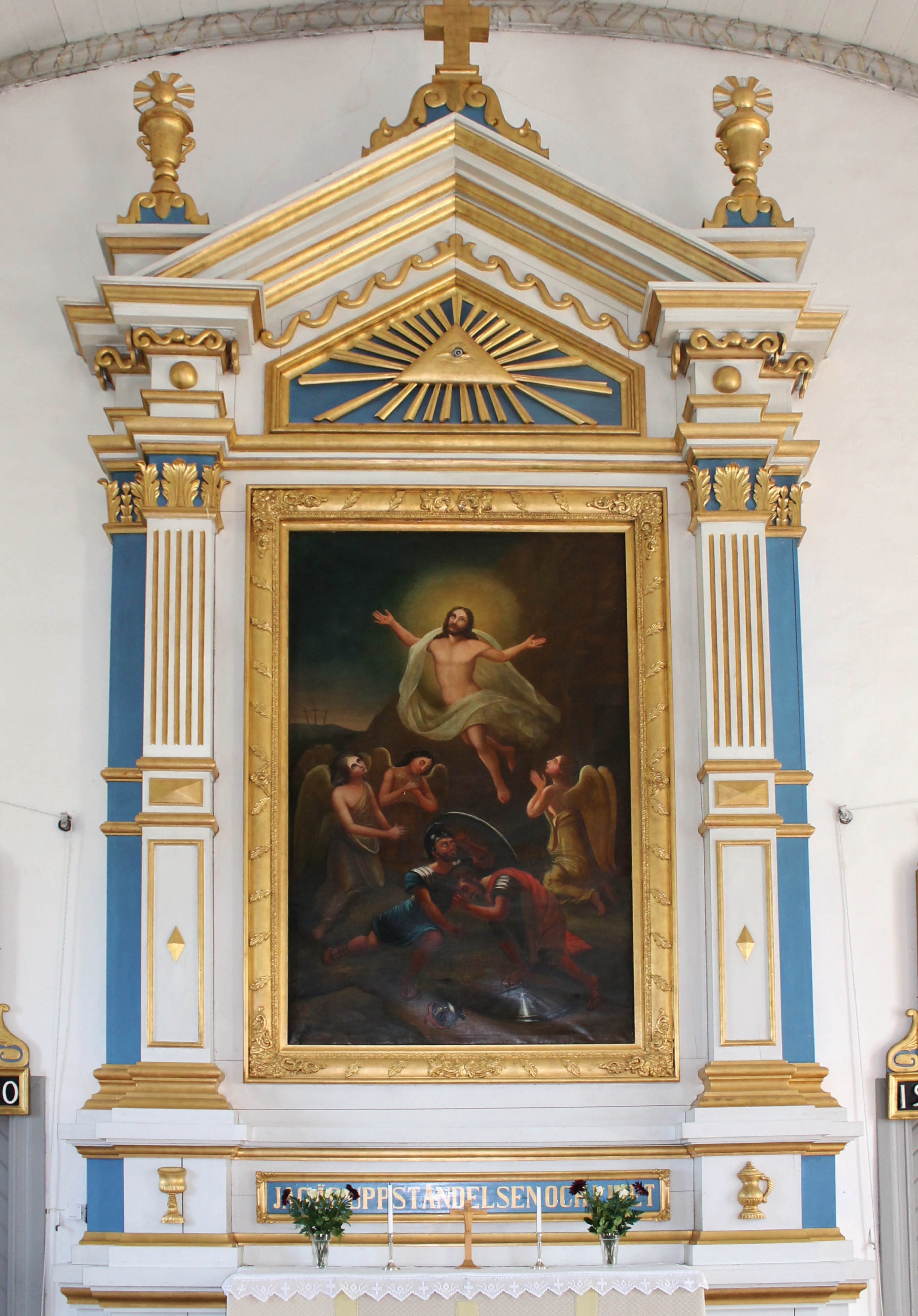
Altartavla av S.G.Lindblom med motiv: Kristi uppståndelse.
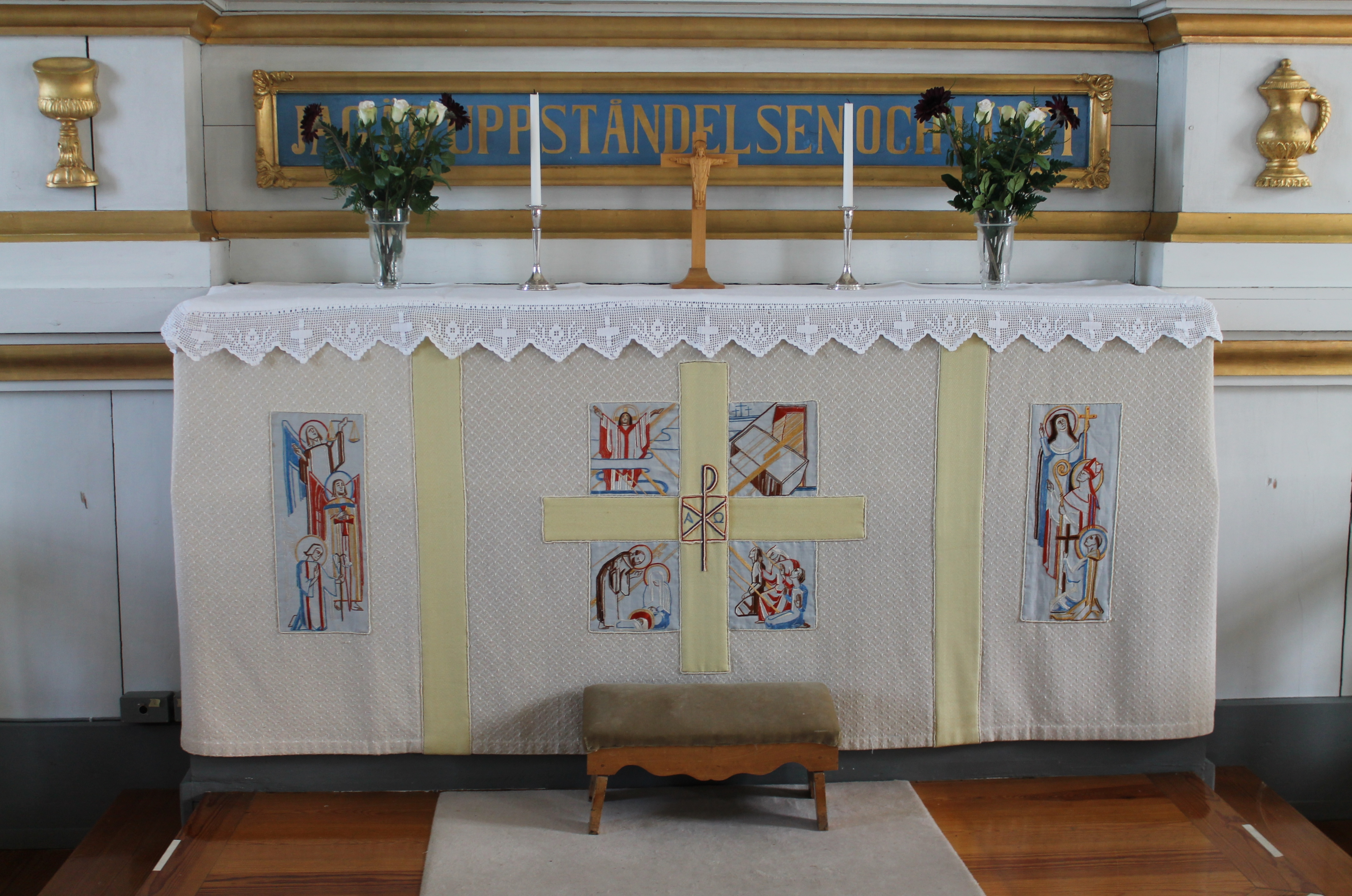
Altaret.
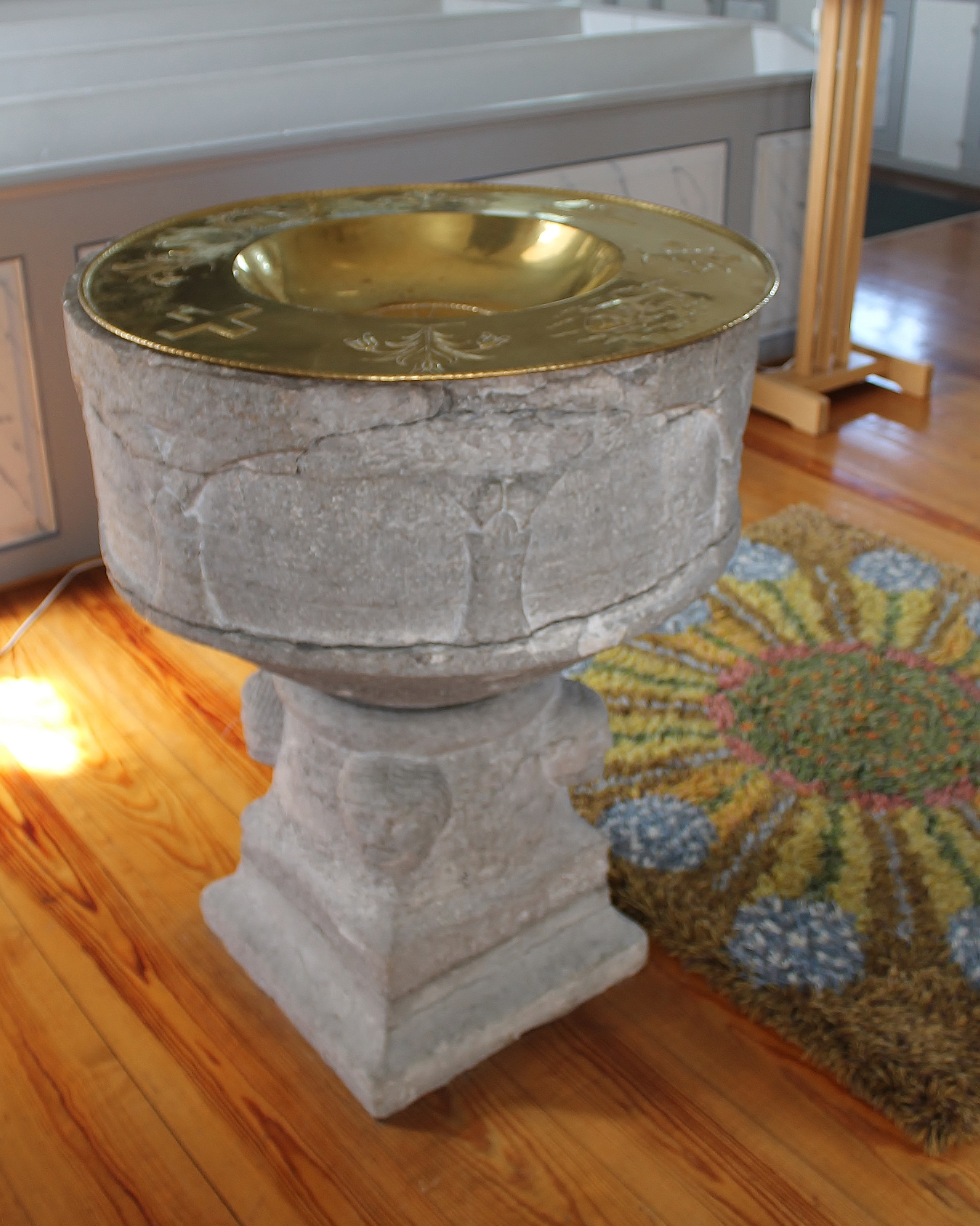
Den medeltida dopfunten.
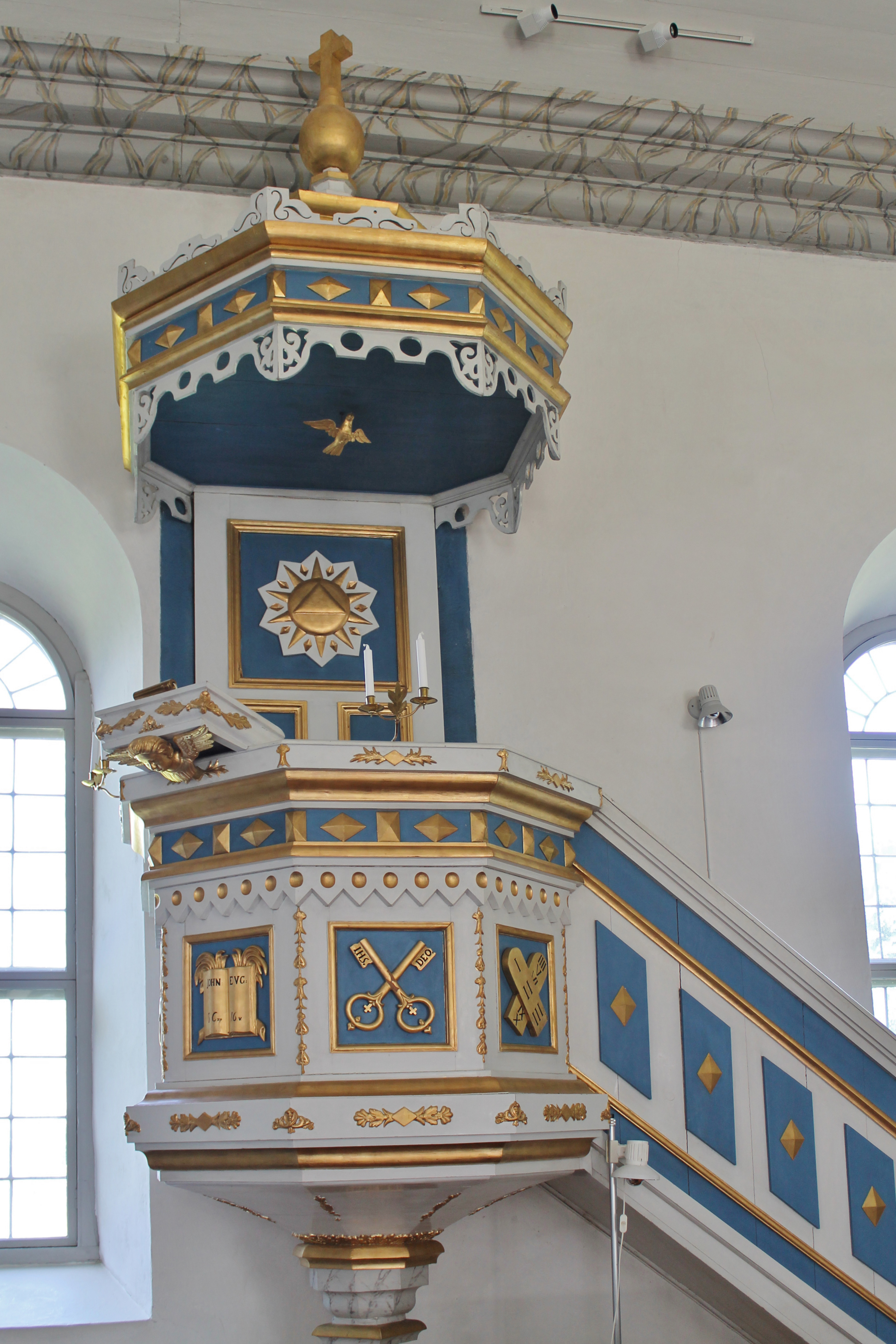
Predikstolen.
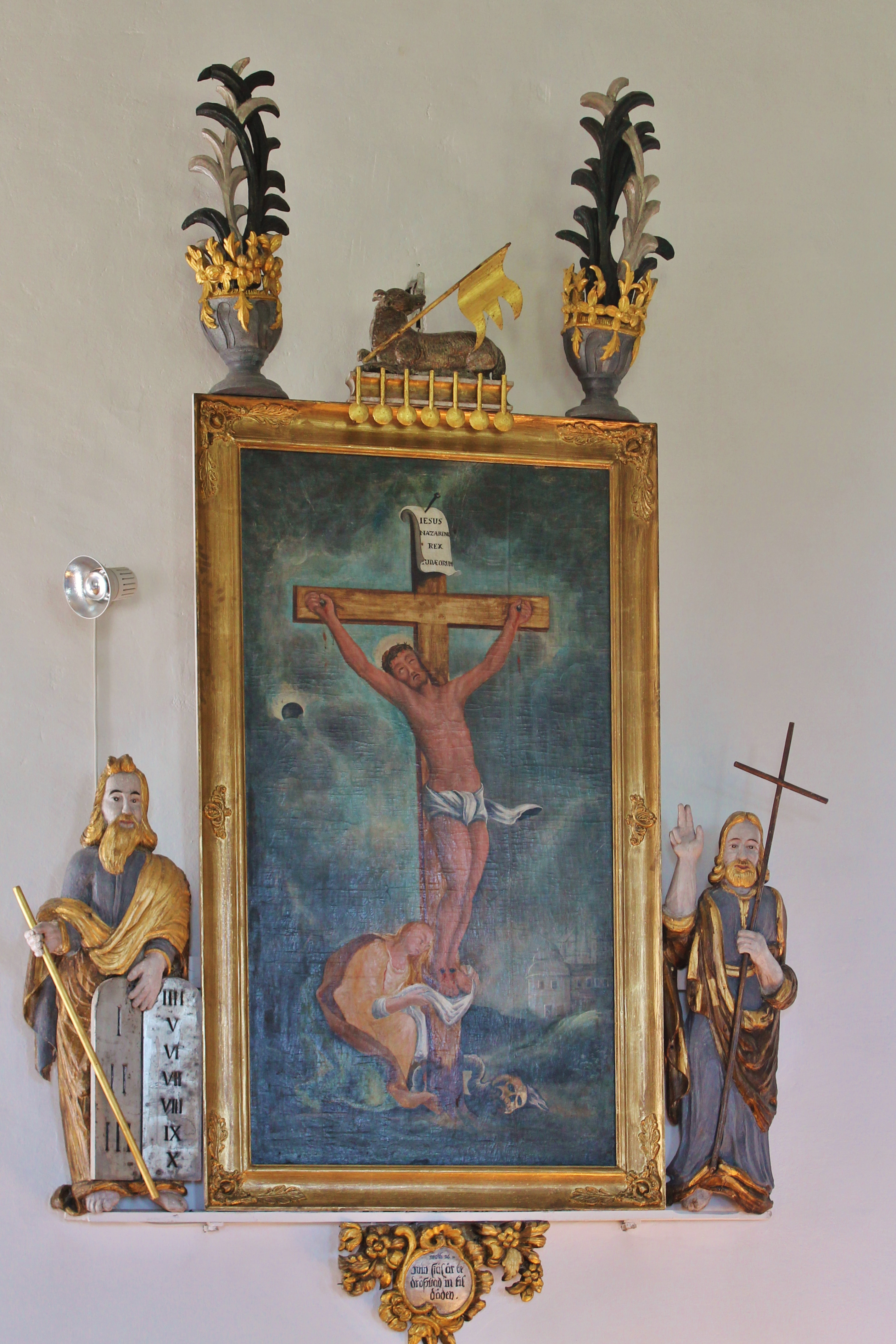
Äldre altaruppsats av A.G.Wadsten.

## Orgel

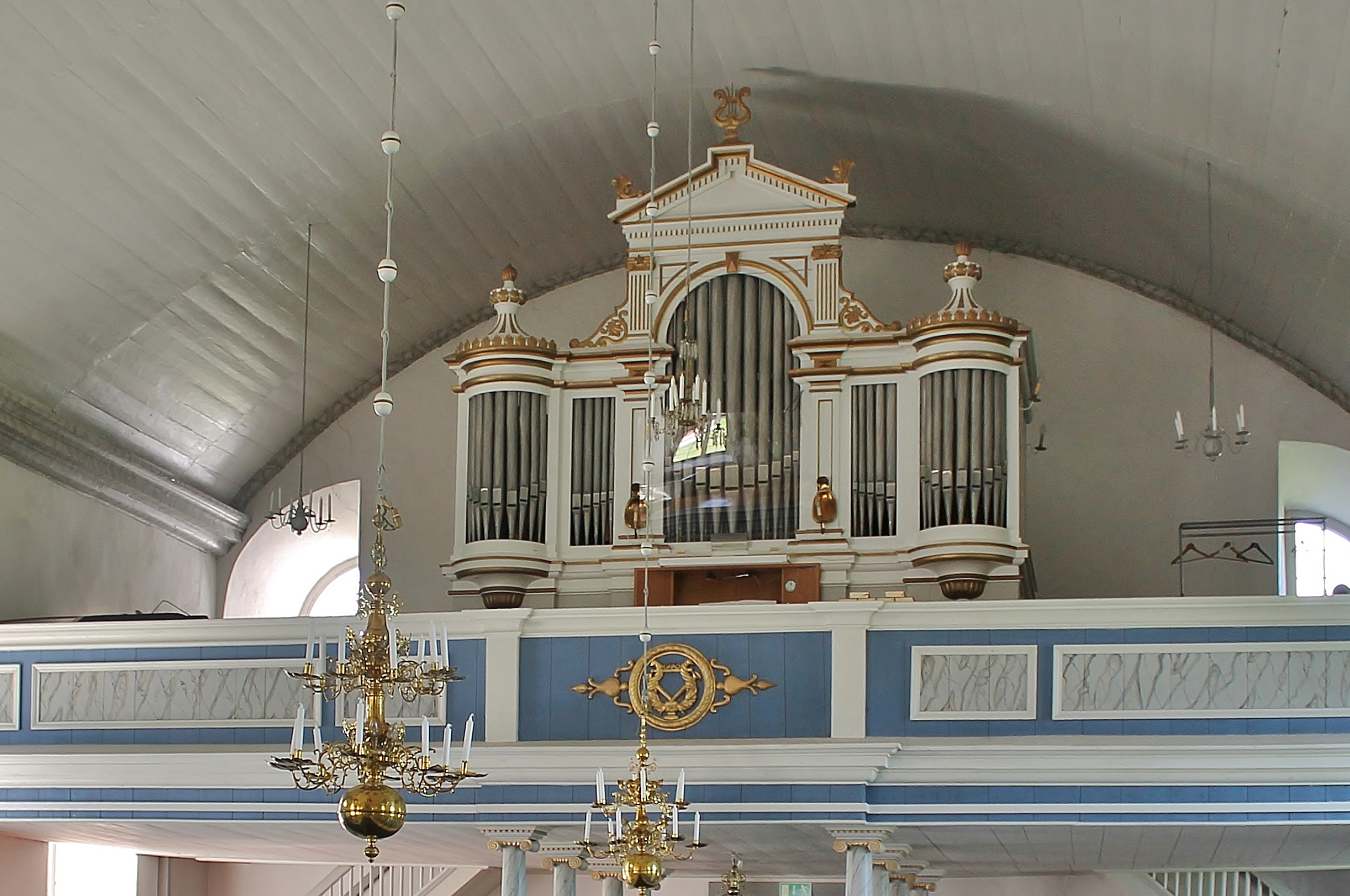
Orgeln med fasad från 1882.

- 1858 inköptes en orgel från Mönsterås kyrka byggd av Magnus Åhrman, 1670.
- 1882 uppförde Carl August Johansson ett nytt orgelverk med tolv stämmor. Orgeln avprovades den 17 december 1882.[4] Fasaden ritades av O. A. Mankell vid Överintendentsämbetet, efter ett förslag av fyrmästare H. A. R. Siden.
- 1965 byggde Västbo Orgelbyggeri, Långaryd, en ny mekanisk orgel. Fasaden från 1882 behölls.

Nuvarande disposition:
| Huvudverk (I)   | Svällverk (II) | Pedal            | Koppel |
| Rörflöjt 8'     | Gedackt 8'     | Subbas 16´       | I/P    |
| Principal 4'    | Spetsflöjt 4'  | Oktavbas 8'      | II/P   |
| Waldflöjt 2'    | Principal 2'   | Gedacktpommer 4' | II/I   |
| Mixtur III chor | Scharf II chor |                  |        |
|                 | Dulcian 8'     |                  |        |